# North Thompson River Park
North Thompson River Park är en park i Kanada.   Den ligger i provinsen British Columbia, i den centrala delen av landet, 3 300 km väster om huvudstaden Ottawa. North Thompson River Park ligger 410 meter över havet.
Terrängen runt North Thompson River Park är varierad. North Thompson River Park ligger nere i en dal. Trakten runt North Thompson River Park är nära nog obefolkad, med mindre än två invånare per kvadratkilometer.. Närmaste större samhälle är Clearwater, 4,8 km nordost om North Thompson River Park.
I omgivningarna runt North Thompson River Park växer i huvudsak barrskog.